# Galgo barbucho patagónico
Galgo barbucho patagónico är en hundras från Argentina. Den är en strävhårig vinthund som anses vara besläktad med irländsk varghund och skotsk hjorthund. Den har använts för jakt på guanaco, nanduer, rävar, puma och vildsvin. Rasen är nationellt erkänd av den argentinska kennelklubben Federación Cinológica Argentina (FCA).